# Alexandr Kaleri
Alexandr Jurjevič Kaleri (rusky Александр Юрьевич Калери, * 13. května 1956 v Jūrmale, Lotyšské SSR, SSSR) je od dubna 1984 sovětský, resp. ruský kosmonaut, člen oddílu kosmonautů RKK Eněrgija. Třikrát vzlétl do vesmíru k dlouhodobým pobytům na vesmírné stanici Mir, dvakrát na Mezinárodní vesmírnou stanici (ISS). Celkem strávil ve vesmíru 769 dní, 6 hodin a 35 minut.

## Život

### Mládí
Alexandr Kaleri pochází z Jurmaly v Lotyšsku, je ruské národnosti. Roku 1979 absolvoval Moskevský fyzikálně-technický institut, obor dynamika letu a řízení letadel. Poté nastoupil v NPO Eněrgija, zde se zabýval zpracováním technické dokumentace ke stanici Mir.

### Kosmonaut
Od roku 1982 procházel výběrovým procesem v NPO Eněrgija, prošel lékařskými prohlídkami a 15. února 1984 byl Státní meziresortní komisí doporučen do oddílu kosmonautů NPO Eněrgija, formálně zařazen v Eněrgiji na pozici kandidáta na kosmonauta byl 13. dubna 1984. Absolvoval dvouletou všeobecnou kosmickou přípravu ve Středisku přípravy kosmonautů J. A. Gagarina a 28. listopadu 1986 získal kvalifikaci zkušební kosmonaut.
Od roku 1987 byl zařazen mezi kosmonauty připravující se na lety na Mir. V dubnu 1987 byl zařazen do rezervní (tj. třetí) posádky 3. základní expedice na Mir, už v následujícím měsíci nahradil Sergeje Jemeljanova v záložní (tj. druhé) posádce této expedice. 3. expedice odstartovala k Miru v prosinci 1987, dosavadní záložní posádka se poté stala hlavní pro následující let. V březnu 1988 ale byl Kaleri vyřazen z přípravy ze zdravotních důvodů a nahrazen Sergejem Krikaljovem. Znova byl zařazen do posádky (rezervní posádka 8. základní expedice) v květnu 1990, v prosinci 1990 se posádka stala záložní pro 9. základní expedici a v květnu 1991 hlavní pro 10. základní expedici. V červenci 1991 byly sloučeny lety rakouského a kazašského kosmonauta a tak na Kaleriho nezbylo místo v lodi. Od října 1991 se připravoval v hlavní posádce 11. základní expedice.

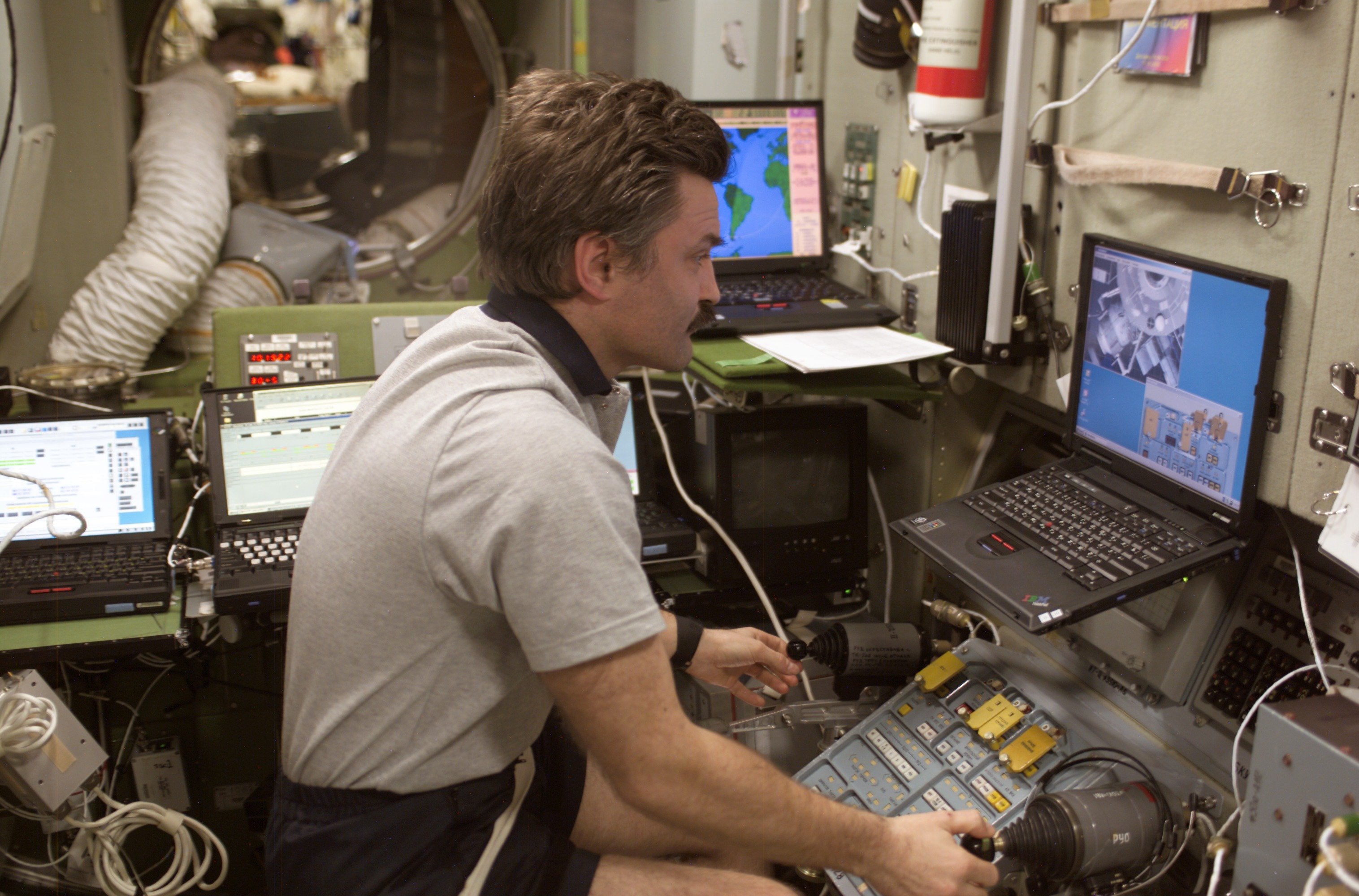
Alexandr Kaleri dohlíží na připojení zásobovací lodi Progress M1-11. ISS, modul Zvezda, 30. ledna 2004

Do vesmíru odstartoval z Bajkonuru 17. března 1992 na palubě Sojuzu TM-14. K Miru v Sojuzu vzlétli velitel Alexandr Viktorenko, palubní inženýr Alexandr Kaleri a německý kosmonaut-výzkumník Klaus-Dietrich Flade. Flade se po týdnu vrátil s předešlou posádkou a Viktorenko s Kalerim zůstali na stanici. Na Zem se vrátili 10. srpna 1992 po 145 dnech, 14 hodinách a 11 minutách letu.
Od října 1995 působil v záložní posádce 22. základní expedice (posádka Valerij Korzun, Kaleri,Léopold Eyharts). Velitel hlavní posádky Gennadij Manakov nedlouho před startem onemocněl a tak 12. srpna 1996 Korzun a Kaleri nahradili v hlavní posádce Manakova a Pavla Vinogradova.
Ke svému druhému letu vzlétl 17. srpna 1996 v Sojuzu TM-24 opět jako palubní inženýr s Korzunem (velitel) a Claudií André-Deshaysovou (kosmonaut-výzkumník) z Francie. Po odletu Francouzky, Jurije Onufrijenka a Jurije Usačova z předešlé expedice, zůstali na stanici Korzun, Kaleri a Američanka Shannon Lucidová, záhy vystřídaná Johnem Blahou a v lednu 1997 Jerrym Linengerem. Korzun s Kalerim přistáli 2. března 1997 po 196 dnech, 17 hodinách a 26 minutách letu.
Od prosince 1997 do srpna 1998 byl zařazen v záložní posádce 26. základní expedice, se Sergejem Zaljotinem. Od března 1999 se, opět se Zaljotinem, připravoval k dalšímu letu na Mir, tentokrát v 28. základní expedici, poslední expedici na stanici Mir. Dvojice kosmonautů odstartovala z Bajkonuru 4. dubna 2000 v Sojuzu TM-30. Na Miru strávila dva měsíce a přistála 16. června 2000 po 72 dnech, 19 hodinách a 42 minutách letu.
Po třetím letu přešel Kaleri do programu letů na Mezinárodní vesmírnou stanici (ISS). V lednu 2001 byl jmenován do záložní posádky Expedice 5 (startovala v červnu 2002). Od října 2002 se připravoval k letu na ISS v rámci Expedice 7. V únoru 2003, po havárii Columbie, byly posádky reorganizovány, od března 2003 společně s Michaelem Foalem vytvořil hlavní posádku Expedice 8. Ke svému čtvrtému letu odstartoval z Bajkonuru v Sojuzu TMA-3 18. října 2003. S Foalem strávili ve vesmíru 194 dní, 18 hodin a 33 minut, přistáli 30. dubna 2004.

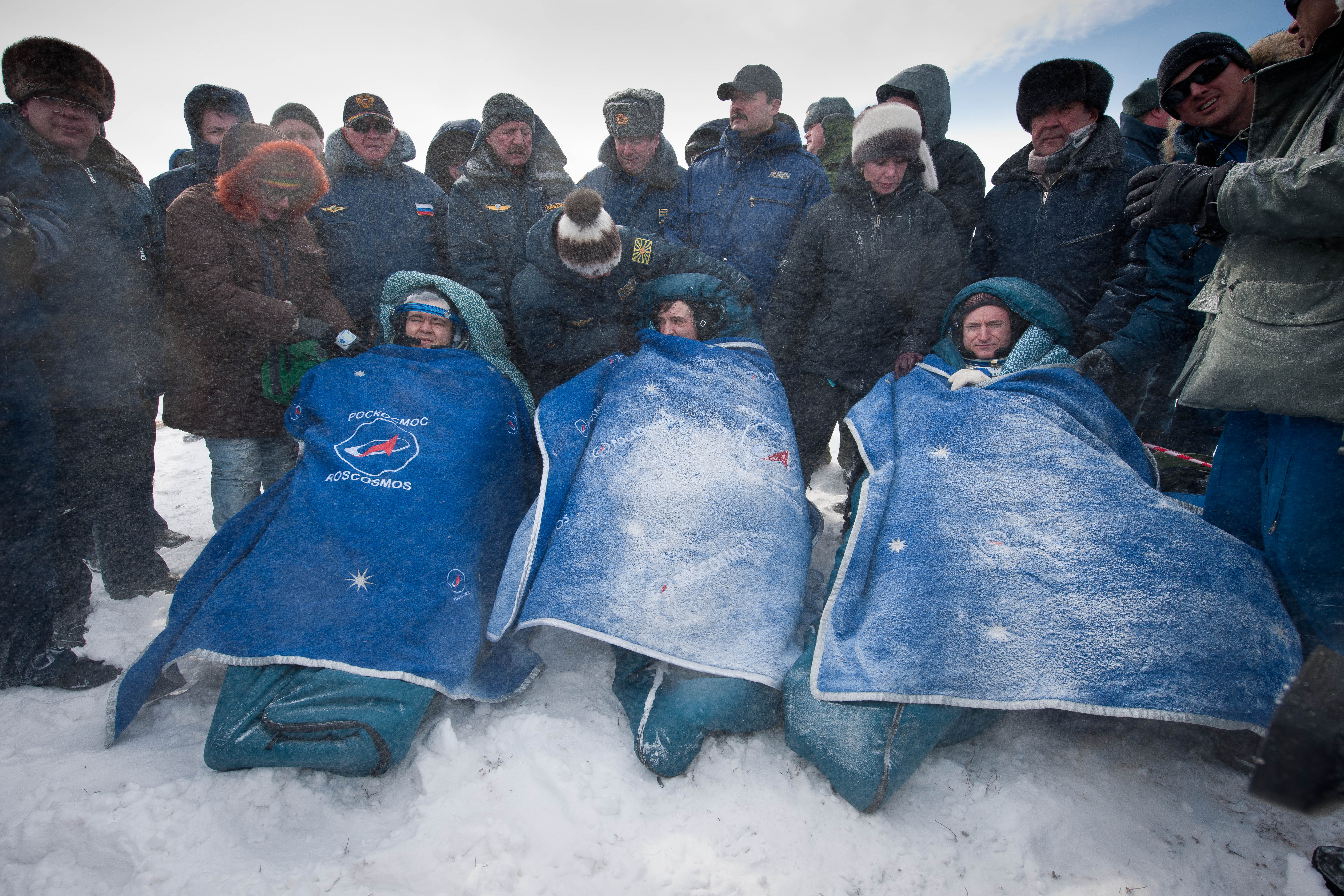
Kaleri, Skripočka a Kelly krátce po přistání Sojuzu TMA-01M v kazachstánské stepi u Arkalyku 16. března 2011

V květnu 2006 byl předběžně jmenován velitelem záložní posádky Expedice 16 a hlavní posádky Expedice 18. Expedice 18 měla v září 2008 letět modernizovanou verzí Sojuzu a Kaleri jako jeden z nejzkušenějších ruských kosmonautů jí měl velet. Nicméně zkoušky nové lodě se protahovaly, a už v létě 2006 z Expedice 18 vypadl. Jak byl let odkládán, tak se Kaleri přesunul zprvu do Expedice 23 (předběžně od srpna 2007, start plánován na březen 2010) a v dubnu 2009 do Expedice 25 (start byl tehdy plánován na září 2010).
Ke svému pátému letu odstartoval v lodi Sojuz TMA-01M 7. října 2010 ve 23:11 UTC společně s Olegem Skripočkou a Scottem Kellym. Po obvyklém dvoudenním letu se 10. října v 00:01 UTC nový Sojuz spojil se stanicí a nováčci se připojili k trojici Douglas Wheelock, Fjodor Jurčichin,
Shannon Walkerová. Starší trojice se vrátila na Zem koncem listopadu, v polovině prosince doplnili posádku ISS na šest lidí Dmitrij Kondraťjev, Paolo Nespoli a Catherine Colemanová. Kaleri se svými dvěma kolegy přistál v kazachstánské stepi 86 km severoseverovýchodně od Arkalyku 16. března 2011 po 159 dnech, 8 hodinách a 43 minutách letu. Se 769 dny, 6 hodinami a 35 minutami strávenými ve vesmíru se v žebříčku kosmonautů podle celkové doby strávené ve vesmíru posunul na druhé místo, za Sergeje Krikaljova.
Při zachování statusu kosmonauta je Kaleri od října 2006 náčelníkem Letové služby RKK Eněrgija (nyní přejmenované na Vědeckotechnické středisko RKK Eněrgija).